# Izrael Winnik
Izrael Winnik (ur. 1899 w Zgierzu, zm. 1942) – polski dziennikarz i nauczyciel pochodzenia żydowskiego, działacz grupy Oneg Szabat w getcie warszawskim.

## Życiorys
Od lat dwudziestych XX wieku, mieszkał w Warszawie. Pracował jako nauczyciel i dziennikarz. Pisywał reportaże i relacje z podróży do pisma Folkscajtung. Był członkiem partii Bund.
Po wybuchu II wojny światowej i utworzeniu getta warszawskiego przez niemieckie władze okupacyjne, mieszkał przy ul. Miłej 36 lub 37 w Warszawie. W getcie pracował w Żydowskim Towarzystwie Opieki Społecznej (ŻTOS) w Centralnej Komisji Patronatów, która zrzeszała komitety wspierające kuchnie ludowe, sierocińce oraz punkty dla przesiedleńców.
Z grupą Oneg Szabat związany był od jesieni 1941. W Księdze kasowej grupy, w której dokumentowano jej finanse, Winnik pojawia się od 16 października 1941 do 19 lipca 1942, aż 29 razy, co świadczy o jego regularnej współpracy z Oneg Szabat. W konspiracyjnym archiwum getta zachował się jednk tylko jeden tekst sygnowany jego nazwiskiem pt. Odejście Lejba Dembkowskiego. Tekst w formie maszynopisu w języku jidisz pochodzi z 1941.
Izrael Winnik wymieniony został w raporcie Likwidacja żydowskiej Warszawy z 15 listopada 1942, jako jedna z ofiar wielkiej akcji deportacyjnej w getcie warszawskim z lata 1942. 
Relacja Winnika pt. Odejście Lejba Dembkowskiego opublikowana została w 33 tomie pełnej edycji książkowej Archiwum Ringelbluma.